# CATOBAR

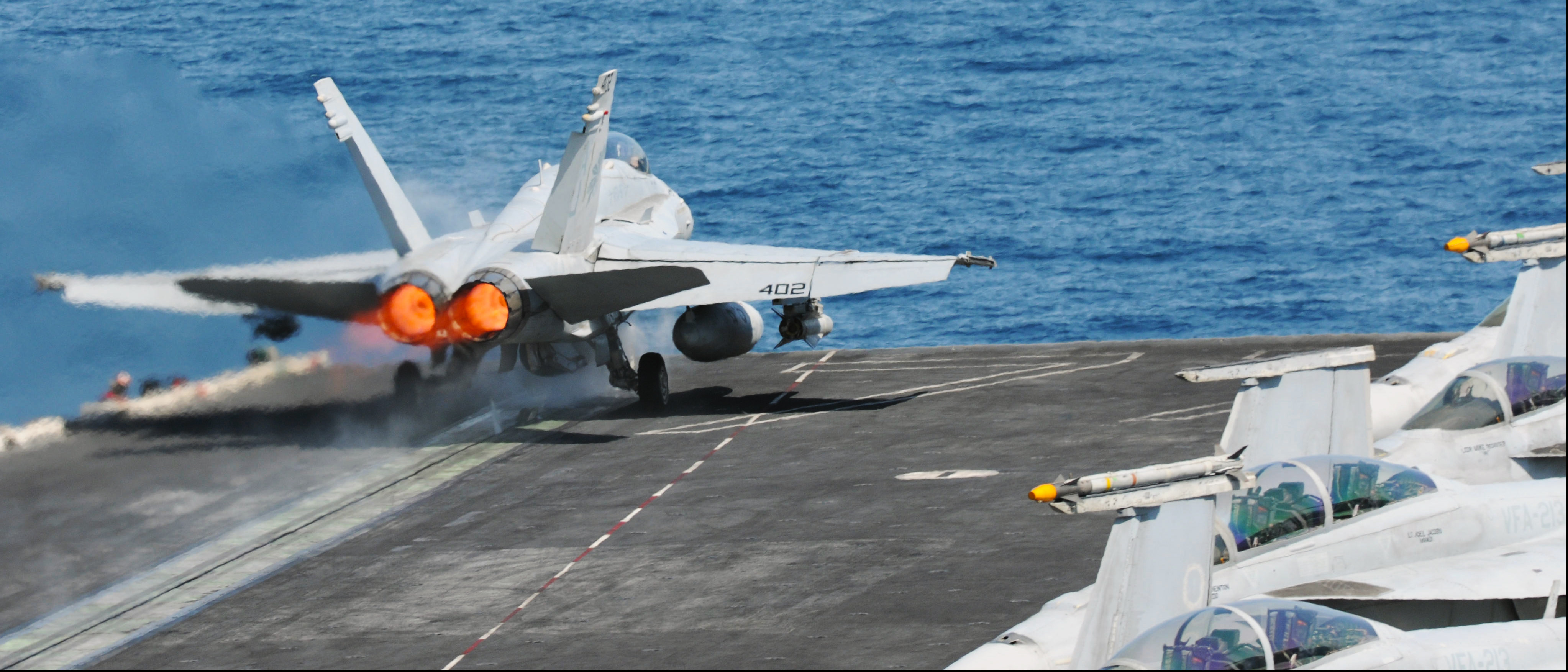
Vzlet pomocí leteckého katapultu

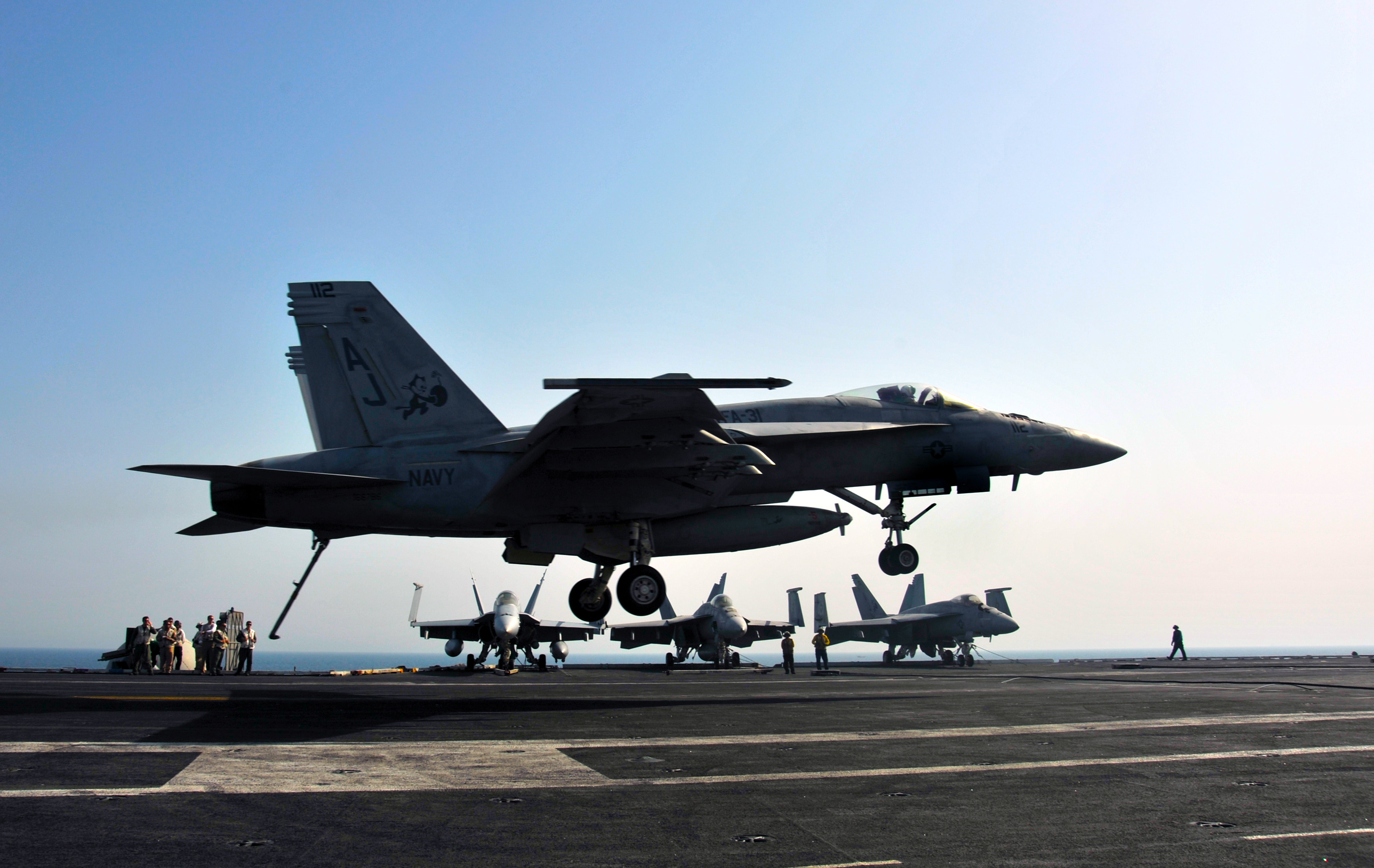
Přistání pomocí brzdících lan

CATOBAR (Catapult Assisted Take-Off But (nebo Barrier) Arrested Recovery) je systém označení charakteristik letadel pro jejich vzlet a přistání na letadlových lodích. Označením CATOBAR jsou myšlena letadla, která využívají pro asistovaný vzlet podporu leteckého katapultu a přistávají na lodi za pomocí brzdicích lan. Systémem CATOBAR jsou označovány také letadlové lodi. Jednodušší starší systém je STOBAR.
Systém CATOBAR začal být využíván v 30. letech 20. století na letadlových lodích Royal Navy (Courageous, Glorious a Ark Royal) a v US Navy (Lexington, Saratoga a třída Yorktown). V současnosti používají systém CATOBAR letadlové lodi US Navy třídy Nimitz, Gerald R. Ford, letadlová loď francouzského námořnictva Charles de Gaulle a také brazilská NAe São Paulo (ex-Foch).

## Letouny v aktivní službě využívající systém CATOBAR
- Boeing F/A-18E/F Super Hornet
- Lockheed Martin F-35C Lightning II
- Grumman C-2 Greyhound
- Grumman E-2 Hawkeye
- Dassault Rafale